# فسفرة

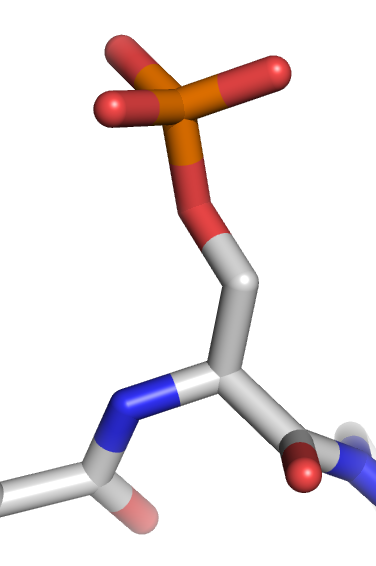
بقية سرين مفسفر

الفسفرة أو الفسفتة  في الكيمياء الحيوية هي عملية يتم فيها إضافة مجموعة فوسفات إلى جزيء بروتين أو جزيء صغير، أو هو إدخال مجموعة فوسفات إلى جزيء عضوي بشكل عام.
تتم العملية بواسطة إنزيمات الكيناز والتي تنقل الفوسفات.
وهي تغيير الشكل التركيبي للبروتين بحيث تعدل من صفاته أو وظيفته. والعملية العكسية تسمى إزالة الفسفرة بواسطة انزيم الفوسفاتيز الذي يقوم بإزالة مجموعة فوسفات من البروتين. الأحماض الأمينية الأكثر شيوعا في عملية الفسفرة هي سيرين، ثريونين، تايروسين في الكائنات الحية حقيقية النواة وحمض الهستيدين في الكائنات الحية البدائية النواة والتي تلعب دورا مهما في عمليات الأيض ونقل الإشارة.
وهناك احماض أمينية أخرى يمكن فسفرتها مثل ارجنين، ولايسين، وسيستين.
عملية الفسفرة تجعل المجموعة الوظيفية للحمض الأميني مشحونة فتصبح محبة للماء تغير تفاعل الحمض الاميني مع الاحماض الامينية القريبة منه بالتالي تؤثر على تركيب البروتين ووظيفته.
بعض البروتينات مثل p53 تحتوي على مواقع متعددة يتم عليها عملية الفسفرة.
تدخل عملية الفسفرة في تنظيم عمل البروتينات مثل غلايكوجين فوسفوريليز وتايروسين كاينيز وبعض الانزيمات التي تدخل في نقل الإشارة عبر الخلية مثل الانزيمات المسؤولة عن تنظيم هرمون الأنسولين المنظم لنسبة السكر في الدم، بحيث تجعل هذه البروتينات فعالة في العمليات الحيوية.ان حدوث عملية الفسفرة وازالة الفسفرة لاي بروتين تسهل استجابة الخلايا لاي إشارة خارجية أو ظروف بيئية محيطة وتجعلها أكثر مرونة في استجابتها.